# DHV
DHV(Deutscher Hängegleiter-Verband e.V.)とは、ドイツのハンググライダーとパラグライダーの連盟で国際航空連盟（FAI/CIVL）の傘下にある団体である。日本で言えば、社団法人日本ハング・パラグライディング連盟（JHF）に該当する。ハンググライダーやパラグライダーの機体やハーネスの安全性能の検査も行っている。日本では、多くの輸入代理店がDHVの安全性能規格を標準的に使用した為、DHVの規格でのクラス分けが一般的となっている。ちなみに海外ではその国に応じた規格が使用されており、スイスではSHVがフランスではAFNORが標準的に使用されている。

## パラグライダーのクラス分け
- DHV1　　簡単で誤操作にも寛容なパラグライダー
- DHV1-2　優しい特徴のパラグライダー
- DHV2　　乱気流や誤操作に反応する為、パイロットに対応が求められるパラグライダー。　定期的にフライトしている方向け
- DHV2-3　乱気流や誤操作に激しくに反応する為、パイロットに高い対応が求められるパラグライダー。　ベテランで定期的にフライトしている方向け
- DHV3　　乱気流やちょっとした誤操作に大変激しくに反応する為、パイロットに大変高い対応が求められるパラグライダー。　専門家向け
- DHVの安全基準を通過していない機体もあり、世界選手権には俗にコンペ機と呼ばれる安全性能よりも旋回性や速度を高めた機体で出場する選手が多い。

## ハンググライダーのクラス分け
- DHV1 　 簡単な飛行特徴を捜している操縦者に推薦される
- DHV2 　 JHF技能証でC以上のライセンスで、飛行を楽しみたい方向け
- DHV3 　 JHF技能証でP以上で定期的にフライトしている方向け